# 아말피 해안
아말피 해안(이탈리아어: Costiera Amalfitana)은 이탈리아 남부의 해안으로 티레니아해와 살레르노만을 접하고 있다. 소렌토반도의 남쪽과 칠렌토해안의 북에 위치해 있다.
매년 전세계의 남녀노소 관광객들을 불러들이고 있는, 아말피 해안은 1997년 유네스코 세계문화유산에 등재됐다. 아말피 해안의 지자체인 아트라니와 비에트리술마레 등은 이탈리아의 가장 아름다운 마을에 선정되어 있기도 하다.

## 역사
10–11세기 기간, 아말피를 중심으로 한 아말피 공국이 아말피 해안 지역에 존재했었다. 아말피 해안은 이후 1137년에 피사 공화국에 약탈을 당 뒤 살레르노 공국의 지배에 놓기 된다.

## 지리

아말피 해안 지도

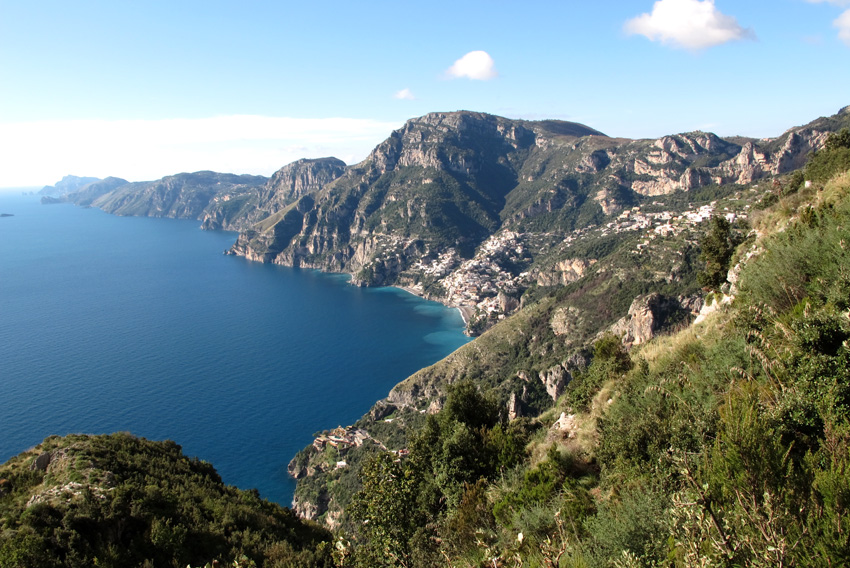
포시타노에서 살레르노 쪽 광경

다른 지역들처럼, 아말피 해안은 따뜻한 여름과 포근한 겨울 특징을 띠는 지중해성 기후에 있다. 소렌토반도의 상대적으로 가파른 지역에 위치해 있으며, 농업 개발을 위한 공간이 거의 남아 있지 않다. 아말피 해안으로 향하는 유일한 육상 경로는 40 킬로미터 (25 mi) 길이의 아말피 도로 (Strada Statale 163)이며 동쪽으로 비에트리술마레에서 서쪽 포시타노로 이어지는 해안선을 따라 이어진다. 지방자치단체 13개가 아말피 해안에 위치했으며, 이들 중 다수가 관광업을 주업으로 하고 있다.

### 지방자치단체
| 지방자치단체   | 프라치오네 | 관광지                                                                          |
| -------------- | --- | ------------------------------------------------------------------------------- |
| 비에트리술마레 | 알보리, 베닌카사, 드라고네아, 몰리나, 라이토                                                                                           | 성 세례자 요한 교회                                                             |
| 체타라         | 푸엔 | 체타라 탑                                                                       |
| 마이오리       | 에르키에, 폰테프리마리오, 산 피에트로, 산타 마리아 델레 그라치에, 베치테                                                               | 콜레자타 디 산타 마리아, 산 니콜라 데 토로-플라노 성, 산타 마리아 데 올레아리아 |
| 트라몬티       | 캄피놀라, 카피티냐노, 체사라노, 코르사노, 필리노, 제테, 노벨라, 파테르노산타르칸젤로, 파테르노산텔리아, 피에트레, 폴비카, 폰테, 푸카라 | 푸카라 수도원, 동굴 교회                                                        |
| 미노리         | 몬테치타, 토레 | 산타 트로피메나 교회, 고대 로마의 저택                                          |
| 라벨로         | 카사 비안카, 카스틸리오네, 마르모라타, 삼부코, 토렐로                                                                                  | 빌라 침브로네, 빌라 루폴로, 산 조반니 델 토로, 두오모 (대성당)                  |
| 스칼라         | 캄피돌리오, 미누타, 폰토네 | 스칼라 대성당                                                                   |
| 아트라니       | '부존재' | 산 살바토레 델 비렉토 교회, 산타 마리아 마달레나 교회                           |
| 아말피         | 로네, 파스테나, 포제롤라, 토베레, 베티카미노레                                                                                         | 아말피 대성당 및 부속 수도원(틀:Langx)                                          |
| 콘카데이마리니 | '부존재' | 성 세례자 요한 교회, 그로타 델로 스메랄도                                       |
| 푸로레         | 피오르도디푸로레, 마리나디프라이아 | 푸로레 피오르드                                                                 |
| 프라이아노     | 베티카마조레 | 산 루카, 산 젠나로, 산 조반니 바티스타 교회                                     |
| 포시타노       | 몬테페르투소, 노첼레 | 산타 마리아 아순타 교회                                                         |

## 경제

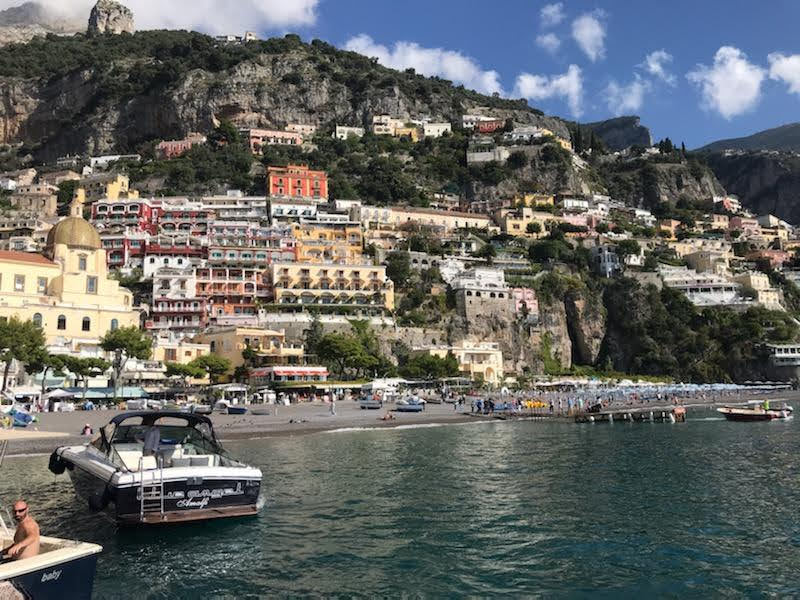
포시타노의 해안

아말피 해안은 해안 전체를 따라 형성된 계단식 정원에서 기른 2월-10월 사이의 레몬 (sfusato amalfitano)으로 만든, 리몬첼로 생산지로 알려져 있다. 또 다른 대표적 리큐어는 콘체르토 (concerto, 술을 담글 때 여러 허브가 혼합되는 데서 명칭이 비롯)로, 매콤한 향이 나는 짙은색의 로솔리오이며 트라몬티 지역에서 주로 생산된다. 아말피는 또한 밤바지나라고 하는 수제 종이의 제조소로 유명하며, 밤바지나는 이탈리아 전통 제지 기법의 상징으로, 과거에는 개인 서신, 법적 문서, 수입인지 등에 사용되었다. 그 외 유명한 지역 생산품에는 체타라의 앤초비 (alici), 비에트리의 다채색의 수제 도자기 등이 있다.

## 대중교통
버스와 페리선이 아말피 해안을 따라 운행하고 있으며, 포시타노에서 아말피까지 이어지는 유람선도 존재한다.

### 공항

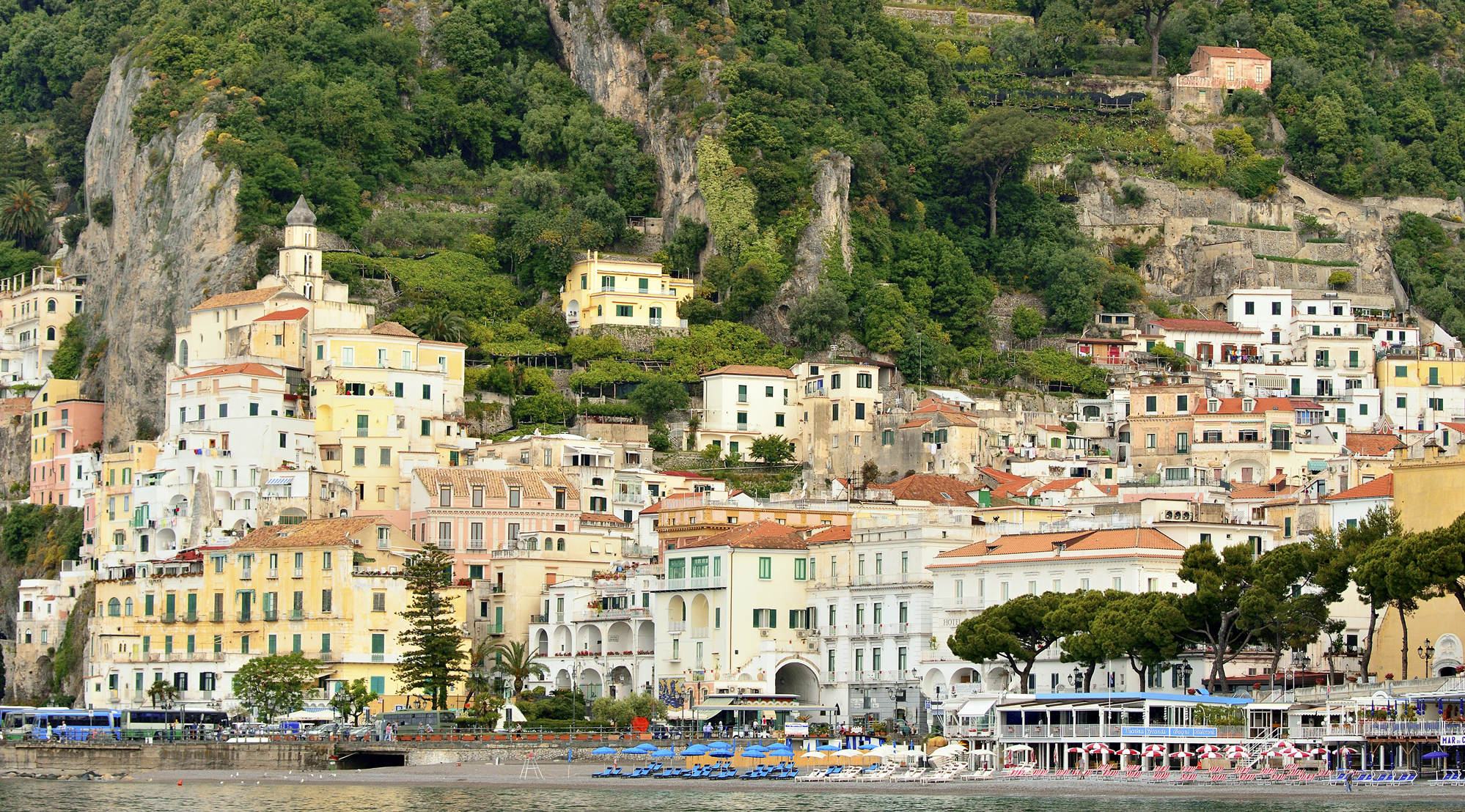
유람선에서 본 아말피

살레르노 코스타 다말피 공항은 아말피 해안에서 가장 가까운 공항이지만, 나폴리 국제공항 (Napoli-Capodichino)이 외국에서 이 지역으로 접근하는 주요 국제 관문 공항 역할을 하고 있다.

## 대중 문화

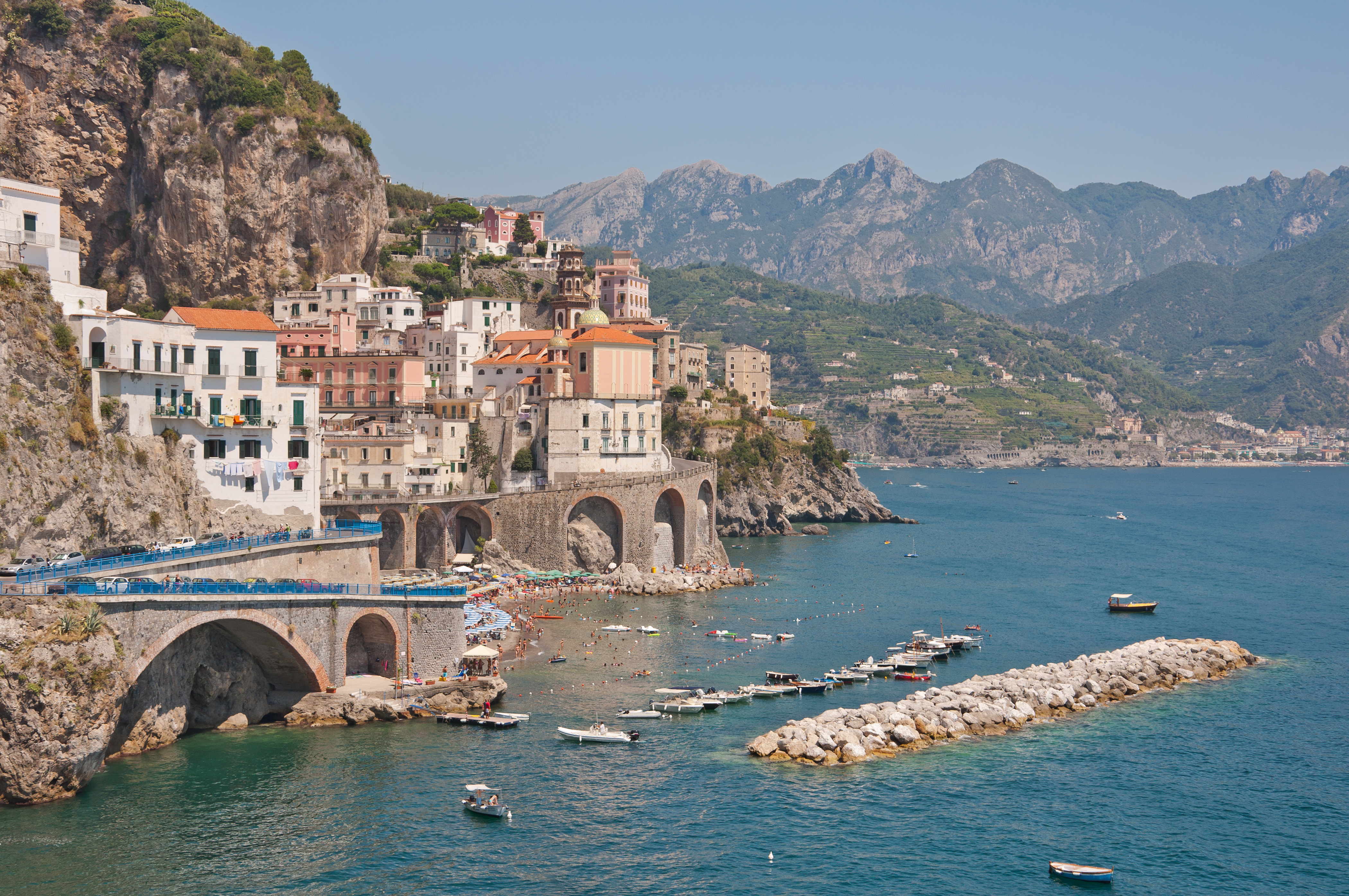
아말피 해안에서 본 아트라니

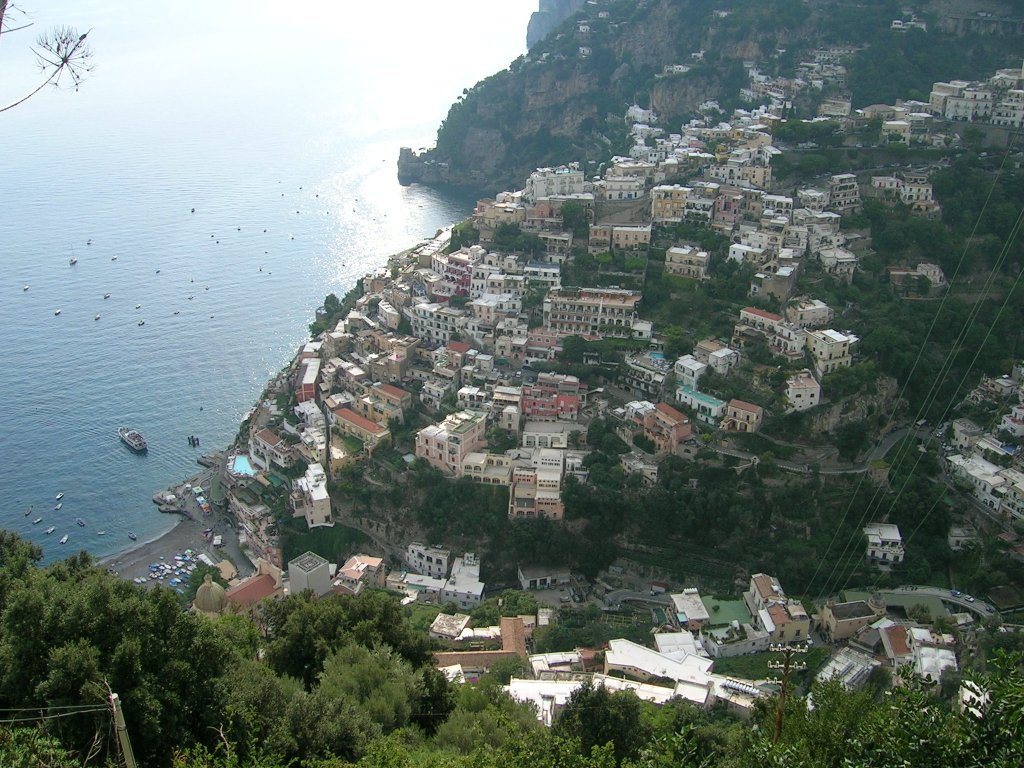
포시타노 전경

자연의 아름다움과 그림 같은 풍경 덕분에 아말피 해안은 세계 각국의 상류층이 찾는 인기 여행지 중 하나가 되었으며, ‘신들의 해안'(Divina costiera)이라는 별칭을 얻었다.
아말피의 통치자들은 존 웹스터의 자코비언 비극 '말피의 공작부인'에서 주요 인물이다. 네덜란드 예술 마우리츠 코르넬리스 에셔는 아말피 해안에 다수의 예술품들을 설치했고, 스파이크 밀리건은 자신의 전쟁 회고록 네 번째 권인 'Mussolini: His Part in My Downfall'에서 휴가 중 머물렀던 아말피에서의 시간을 묘사하고 있다.
아말피 해안은 페데리코 펠리니의 1972년 영화 '로마'와 2017년 미국의 슈퍼히어로 영화 원더우먼의 장면으로 등장한 바 있으며, '원더우먼'에서는 아마존들의 섬 테미스키라로 묘사됐다.
아말피 해안은 '포르자 모터스포츠 3', '포르자 모터스포츠 4', '그란 투리스모 4' 등에서 가상의 자동차 경주 트랙의 배경 역할을 하고 있다. '히트맨'에서 가상의 마을 '사피엔차'의 배경이 되기도 한다.
포시타노는 존 스타인벡의 1953년 단편 이야기 '포시타노'에서 등장한다. 또한 '투스카니의 태양', 크리스토퍼 놀란의 '테넷'에서도 등장했다.

## 같이 보기
- 칠렌토 해안 - 살레르노만의 남쪽 해안에 위치
- 아말피

## 참조
1. ↑  이아콘티(Iaconti), 산빈첸초 등 지역 포함.
2. ↑  폴비카는 트라몬티의 행정 중심지이다.
3. ↑  프라이아노의 일부가 포함.

## 같이 보기
- 아말피